# 22.ª División Panzer
La 22.ª División Panzer (en alemán: 22. Panzer-Division) fue una unidad blindada de la Alemania nazi que estuvo en servicio durante la Segunda Guerra Mundial. Se formó en septiembre de 1941 en Francia. Fue transferido al sector sur del Frente Oriental en marzo de 1942. La 22.ª División Panzer fue la última en recibir el Panzer 38(t) de fabricación checa, que en 1942 se consideró obsoleto.

## Historia
Formada oficialmente el 25 de septiembre de 1941 en Francia, la división estaba inicialmente equipada con tanques checos, franceses y alemanes obsoletos.
La 22.ª División Panzer fue enviada al Frente Oriental en febrero de 1942. Después de un desastroso ataque inicial el 20 de marzo, en el que las unidades de la división perdieron entre el 30 y el 40% de su personal, la división permaneció en Crimea y participó en la batalla del Estrecho de Kerch. En mayo de 1942, la división fue enviada al norte a la zona de Járkov y luego participó en la ofensiva de verano de 1942 contra las fuerzas soviéticas en la curva del río Don que condujo a la batalla de Stalingrado. También lucharon en la batalla de Rostov en julio de 1942.
Junto con la 1.ª División Blindada rumana —equipada con el R-2 también obsoleto, similar al LT vz.35—, y la 22.ª División Panzer compuesta por el XXXXVIII Cuerpo Panzer se encargó de defender el flanco norte del infortunado 6.º Ejército alemán en Stalingrado. El teniente general Ferdinand Heim era el comandante del cuerpo.
El 19 de noviembre de 1942 comenzó la Operación Urano. La gran contraofensiva soviética rodeó al 6.º Ejército alemán y gran parte del 4.º Ejército Panzer y aplastó al XXXXVIII Cuerpo Panzer, incluida la 22.ª División Panzer. Muchos de los tanques de la división habían estado estacionados en refugios durante un período prolongado y protegidos de las heladas con paja. Cuando se pidió a los tanques que respondieran a la ofensiva soviética, muchos no pudieron ponerse en marcha porque los ratones se habían refugiado en la paja y luego en los tanques donde masticaron el aislamiento de los cables del sistema eléctrico. La capacidad de la división para oponer una resistencia efectiva también se vio comprometida por el despliegue fragmentado previo de la división para apoyar a la línea rumana.
Según Beevor, la división tenía tan solo 30 Panzer 38(t) en servicio con los que hacer frente al ataque de los T-34 del 1.º Cuerpo de Tanque soviético. Las órdenes contradictorias que dirigían a los Panzers en dos direcciones diferentes solo agravaron una situación ya sin esperanza.
Después de una lucha desesperada alrededor de la ciudad rusa de Petshany del 19 al 22 de noviembre de 1942, la 22.ª División Panzer fue prácticamente destruida y los supervivientes se dirigieron hacia el suroeste y cruzaron el río Chir para unirse a varios Kampfgruppen ad hoc. Por su parte, la 1.ª División Blindada rumana perdió el 60% de su fuerza de combate y cruzó el río Chir con sólo diecinueve de sus ochenta y cuatro R-2 en servicio originales. La 22.ª División Panzer se disolvió posteriormente en abril de 1943.
El general Heim del XXXXVIII Cuerpo Panzer fue relevado del mando y retirado en desgracia, solo para ser llamado al servicio activo en 1944 para comandar la desesperada defensa de Boulogne-sur-Mer, Francia.

## Comandantes
Los comandantes de la división fueron:
| Comandante                                  | Fecha                                               |
| ------------------------------------------- | --------------------------------------------------- |
| Generalleutnant Wilhelm von Apell           | 25 de septiembre de 1941 - 12 de septiembre de 1942 |
| Generalleutnant Hellmut von der Chevallerie | 13 de septiembre de 1942 - 31 de octubre de 1942    |
| Generalleutnant Eberhard Rodt               | 1 de noviembre de 1942 - 4 de marzo de 1943         |